# 張成坤
張成坤（1918年11月8日—2018年7月31日），馬來西亞前羽球運動員。他贏得了全英男子雙打冠軍，並在1940年代到1950年代之間代表国家參賽。
張成坤代表馬來亞參加了1949年的湯姆斯盃（男子國際團體賽）並贏得世界冠軍。他與黃德福搭檔，在湯姆斯盃雙打比賽中保持不敗。 他還與黃德福一起贏得1949年全英羽球錦標賽的男子雙打冠軍。他於2018年7月31日在怡保去世，享年99歲。